# Frida Wallin
Frida Wallin, född 1978, är en svensk advokat som driver egen advokatbyrå. Hon är specialiserad på brottmål.

## Biografi
Wallin avlade juristexamen (LL.M) vid Lunds universitet 2003. Hon gjorde notarietjänstgöring åren 2005–2007. Hon började därefter arbeta som biträdande jurist vid Juristhuset Lawhouse Advokatfirman Sjöström åren 2007–2012. Hon blev advokat 2010 och är ledamot av Sveriges advokatsamfund sedan dess. I april 2012 började hon arbeta som advokat vid Advokatfirman Defens, där hon stannade till 2016. Åren 2016–2018 arbetade hon som advokat vid Advokatfirman De Basso.
År 2019 grundade Wallin den egna advokatbyrån Block Advokater.
Wallin röstades 2021 fram till den tredje mest populära brottmålsadvokaten bland andra advokater och biträdande jurister.